# Diana Bolocco
Diana Catalina Bolocco Fonck, née le 30 juillet 1977 à Santiago du Chili, est un journaliste et présentatrice de télévision chilienne. Connu comme la sœur de Cecilia Bolocco, Miss Univers 1987.

## Biographie
Diana Bolocco est née le à Santiago, au Chili, fille de l'homme d'affaires Enzo Bolocco Cintolesi, d'origine italienne et albanaise et de Rose Marie Fonck Assler, d'origine allemande. Elle fréquente l'école primaire et secondaire du Santiago College. Ses frères et sœurs sont : Cecilia, Juan Pablo, Verónica et Rodrigo Bolocco (†1986).
Elle fait sa première apparition de la télévision à l'âge de 9 ans. Elle apparaît également dans une publicité pour les produits cosmétiques de la marque Pamela Grant.
Le 26 novembre 1999, elle épouse Gonzalo Cisternas, avec qui elle a eu deux fils, Pedro et Gonzalo. Après des études de journalisme à l'Université catholique du Chili en 2001, elle travaille pour le site Web de sa sœur Celicia, mais le site a été fermé un an et demi plus tard par manque de fonds. Elle a également travaillé sur la production du spectacle La Noche de Cecilia, émis par Mega.
En 2006, elle se sépare de son mari et décide de se consacrer à la télévision. Elle fait ses débuts sur le programme Locos por el baile (2006) du Canal 13, où elle travaille comme journaliste en coulisses et coanimateur avec Sergio Lagos.
Elle a été nommée Reine du XLVIII Festival international de la chanson de Viña del Mar en février 2007. Le 15 octobre, la même année elle a ouvert la deuxième saison de Locos por el baile, où Diana a été l'hôte de Sergio Lagos.
Elle continue de travailler sur le Canal 13 et sera dans le groupe d'experts internationaux des juges au Festival international de la chanson de Viña del Mar en 2010.
Dans cette volonté de 2011 plomb une nouvelle saison de ¿Quién quiere ser millonario?, appelée Alta tensión ("Haute tension") par les variations dans le format.
En 2012, elle est l'animatrice de l'émission télévisée "Vertigo" avec Martín Cárcamo.

## Filmographie

### Télévision
- 2005 : La noche de Cecilia (Mega) : Elle a travaillé dans la production de l'émission
- 2006-2007 : Locos por el baile (Canal 13) : Coanimatrice
- 2007-2011 : Alfombra Roja (Canal 13) : Animatrice
- 2008-2009 : Nadie está libre (Canal 13) : Animatrice
- 2009 : Cásate conmigo (Canal 13) : Animatrice
- 2009 : Chile, país de talentos (Canal 13) : Animatrice (avec Eduardo Fuentes)
- 2010 : Valientes (Canal 13) : Présentatrice
- 2010 : La casa por la ventana (Canal 13) : Animatrice
- 2011-2012 : ¿Quién quiere ser millonario?: Alta tensión (Canal 13) : Animatrice
- 2011 : 40 ó 20 (Canal 13) : Animatrice
- 2012-2013 : Vertigo (Canal 13) : Animatrice (avec Martín Cárcamo)
- 2013 : Ruleta rusa (Canal 13) : Animatrice
- 2014 : La Movida del Mundial (Canal 13) : Animatrice (avec Sergio Lagos et Martín Cárcamo)
- 2014-2015 : MasterChef Chile (Canal 13) : Animatrice

#### Autres apparitions à la télévision
- 2011 : Fruto prohibido (TVN) : Elle-même (Invitée)
- 2012 : El late con Fabrizio Copano (Chilevisión) : Elle-même (Invitée)
- 2013 : Mentiras verdaderas (La Red) : Elle-même (Invitée)
- 2014 : Téléthon 2014 (ANATEL) : Animatrice

#### Télénovelas
- 2010: Primera dama (Canal 13) : Elle-même (Cameo)

## Prix et nominations

### Premios TV Grama
| Année | Catégorie                             | Émission                                    | Résultat |
| ----- | ------------------------------------- | ------------------------------------------- | -------- |
| 2012  | Meilleure présentatrice de télévision | ¿Quién quiere ser millonario?: Alta tensión | Gagnante |